# Aelurillus faragallai
Aelurillus faragallai là một loài nhện trong họ Salticidae.
Loài này thuộc chi Aelurillus. Aelurillus faragallai được Jerzy Prószyński miêu tả năm 1993.